# سرسو د ریو تیرن
سرسو د ریو تیرن (به اسپانیایی: Cerezo de Río Tirón) یک شهرستان در اسپانیا است.